# Norin (tvrđava)
Tvrđava Norin nalazi se na jugoistočnom rubu Nikšićkog polja. U njegovoj blizini su tvrđave Budoš, Onogošt i Susjed. Pretpostavlja se da je kao i ostale tvrđave na tom području dio šireg zaštitnog kompleksa roda Kosača. Sama tvrđava smještena je na kamenitom i nepristupačnom brdu. Skromnih je ostataka koji ukazuju da je prirodni položaj nepristupačnog vrha iskorišten za njegovu lakšu fortifikaciju. Ostaci zidina su od tesanog kamena povezanog žbukom.